# Гаспаров Михайло Леонович
Михайло Леонович Гаспаров (13 квітня 1935, Москва — 7 листопада 2005, там же) — радянський і російський літературознавець і філолог-класик, історик античної літератури і російської поезії, перекладач (з давніх часів і нових мов), віршознавець, теоретик літератури. Академік РАН (1992, член-кореспондент АН СРСР з 1990), доктор філологічних наук (1979). Автор фундаментальних праць про російською та європейському вірші. Перекладач античної, середньовічної і нової поезії і прози. Есеїст.

## Біографія
Михайло Гаспаров народився 13 квітня 1935 року в Москві. Його мати, Олена Олександрівна Ніренберг (1909—1991, в молодості взяла прізвище матері — Буділова, під якою прожила все життя), працювала редактором в журналі «Безбожник» (згодом доктор психологічних наук, науковий співробітник Інституту психології АН СРСР). Батьком Гаспарова імовірно був релігієзнавець Дмитро Юхимович Міхневич, також служив в журналі «Безбожник», потім в редакції журналу «За кордоном», а згодом у видавництві АН СРСР. Чоловік матері, гірничий інженер Лео Арсентійович Гаспаров, вірменин з Нагірного Карабаху; Ніренберг і Гаспаров розлучилися, коли Михайло був ще дитиною.
Закінчив середню школу № 12 м. Москви (1952) і класичне відділення філологічного факультету МДУ (1957); одногрупник пушкініста В. С. Непомнящого. Кандидат філологічних наук (1963, дисертація «Антична літературна байка»), доктор філологічних наук (1979, в якості дисертації представлена монографія «Сучасний російський вірш: метрика і ритміка»), член-кореспондент АН СРСР з 15 грудня 1990 року по Відділенню літератури і мови (літературознавство), академік РАН з 11 червня 1992 року. У 1957—1990 роках — співробітник сектора античної літератури ІМЛІ АН СРСР, в 1971—1981 роках — керівник сектора, брав участь в роботі Московсько-Тартуський семіотичної школи та математико-філологічного гуртка академіка А. М. Колмогорова. Один з організаторів і професор кафедри історії та теорії світової культури філософського факультету МДУ (1990—1994 і з 1997), викладав також в Літературному інституті ім. О. М. Горького.
З 1990 року — головний науковий співробітник сектора стилістики та мови художньої літератури Інституту російської мови РАН, з 1992 року одночасно працював в Інституті вищих гуманітарних досліджень РДГУ. У 2002—2005 роках завідував відділом структурної лінгвістики і лінгвістичної поетики ІРЯ РАН, змінивши на цій посаді В. П. Григор'єва.
Лауреат Державної премії Росії в області літератури (1994, за книги «Авсонія. Вірші» і «Російські вірші 1890-х — 1925-го років в коментарях»), премії «Ілюмінатор» (1995), Малої премії Букера (1997; за збірку «Вибрані статті»), премії Андрія Бєлого (1999; за книгу «Записи та виписки»). У 2004 році М. Л. Гаспарова була присуджена академічна премія ім. О. С. Пушкіна за «Вибрані праці» (том 1 «Про поетів»; том 2 «Про вірші»; том 3 «Про вірші»).
Голова мандельштамовського суспільства, головний редактор «мандельштамовської енциклопедії»; багаторічний член редколегій «Літературних пам'ятників», «Трудов по знаковим системам», «Бібліотеки античної літератури», реферативного журналу «Літературознавство», журналів «Известия РАН. Серія літератури і мови», «Вісник древньої історії», «Arbor Mundi» («Світове древо», Москва, РДГУ), «Elementa» (США), «Rossica Romana» (Італія) і ін.
За словами літературознавця Омрі Ронена, «Гаспаров був чоловіком твердих думок і розлучатися з ними не кохав». В останні роки М. Л. Гаспаров опублікував, крім традиційних, ряд «експериментальних» перекладів («Шаленого Роланда» Л. Аріосто, французької та німецької поезії XVIII—XX століть), що викликали неоднозначні оцінки.
10 квітня 2005 року, за три дні до свого сімдесятиріччя, прийняв хрещення за православним обрядом. Помер 7 листопада 2005 року. Похований поруч з матір'ю на Міуському кладовищі в Москві.

### Сім'я
З 1954 року був одружений з редактором Алевтиною Михайлівною Зотовою (нар. 1934).
Дочка — психолог Олена Гаспарова-Волкова (нар. 1956),
Син — перекладач, письменник, розробник настільних ігор Володимир Гаспаров (Ілля Оказов; 20.06.1964 — 13.02.2020).
Троюрідні племінники — філософ Н. С. Автономова і економіст В. С. Автономов.

## Пам'ять
Як зазначала Ніна Брагинська, популярність до нього прийшла в останні десять років життя.
На згадку про Михайла Леоновича Гаспарова Інститут вищих гуманітарних досліджень РДГУ щорічно проводить Гаспарівські читання. Тематика секцій конференції збігається з основними напрямками досліджень М. Л. Гаспарова (класична філологія, проблеми перекладу, російська література XIX століття, російська література початку XX століття, віршоведення)

## Основні праці

### Дослідження і переклади античної літератури

#### Книги
- Антична літературна байка (Федр і Бабрій). — М., 1971.
- Історія всесвітньої літератури. — Т. 1. — М.: Наука, 1983. Автор розділів: Розд. 2. Ч. 2. Введення. (С. 303—312) Гл. 4. Елліністична література III—II ст. до н. е. (С. 397—423) (совм. З М. Е. Грабарь-Пассек) Гл. 5-8. Римська література III—II ст. до н. е. Грецька і римська література I в. до н. е. — III ст. н. е. (С. 423—501)
- Цікава Греція: Розповіді про старогрецьку культуру. — М.: ГЛК-НЛО, 1995. (перевидавалася неодноразово)
- Про античної поезії: Поети. Поетика. Риторика. — СПб.: Азбука, 2000..
- Розповіді Геродота про греко-перських війнах і ще про багато іншого. — М.: Згода, 2000. (перевидавалася неодноразово)
- Капітолійська вовчиця: Рим до цезарів. — М.: Фортуна ЕЛ, 2008 (спеціальний приз премії «Просвітитель»)

#### Переклади
- Федір, Бабрій. Байки. / Пер. з лат., древнегреч. — М.: Изд-во АН СРСР, 1962. — 264 с. = М.: Ладомир — Наука, 1995. (Серія «Літературні пам'ятники»).
- Светоній. Життя дванадцяти цезарів. / Пер. з лат. — М.: Наука, 1964. (Серія «Літературні пам'ятники»). (Перевидавалася неодноразово)
- Байки Езопа / Пер. з древнегреч. — М.: Наука, 1968. — 320 с. = М.: Ладомир — Наука, 1993. (Серія «Літературні пам'ятники»).
- Горацій. Наука поезії // Горацій. Вибране. — М., 1970.
- Цицерон. Оратор // Цицерон. Три трактату про ораторському мистецтві. — М., 1972. — С. 329—384.
- Овідій. Наука кохання. Ліки від любові // Овідій. Елегії і малі поеми. — М., 1973.
- Цицерон. Тускуланские бесіди // Цицерон. Вибране. — М., 1975.
- Овідій. Ібіс // Овідій. Скорботні елегії. Листи з Понта. — М.: Наука, 1978. — С. 163—177. (Серія «Літературні пам'ятники»).
- Овідій. Наука рибальства // Овідій. Скорботні елегії. Листи з Понта. — М.: Наука, 1978. — С. 177—180. (Серія «Літературні пам'ятники»).
- Діонісій Галікарнаський. Про з'єднання слів // Античні риторики. — М., 1978. — С. 167—221.
- Діоген Лаертський. Про життя, навчаннях і висловах знаменитих філософів / Пер. з древнегреч. — М.: Думка, 1979. — 571 с. (Серія «Філософська спадщина». Т. 99). (Перевидавалася неодноразово)
- Піндар. Вакхилид. Оди. Фрагменти / Пер. з древнегреч. — М.: Наука, 1980. — 504 с. (Серія «Літературні пам'ятники»).
- Аристотель. Поетика // Аристотель і антична література. — М., 1978.
- (2-е изд.) // Аристотель. Твори в 4 т. — М., 1983. (Серія «Філософська спадщина»).
- Філодем. Про вірші. Кн. 5. // Лосєв А. Ф. елліністичної-римська естетика I—II ст. н. е. — М., 1979. — С. 342—360.
- Пізня латинська поезія. — М., 1982. Переклад текстів: (С. 191—240. Клавдіан. На одруження Гонорія і Марії. Похвала Серені. Проти Руфіна. С. 305—372. Кверол, або Комедія про горщику. С. 373—444. Дидактична поезія. С. 482—499. Епіграми Луксор. С. 581—593. Драконт. епіталаму Іоанну і Витуле. Створення світу).
- Тексти в кн.: Хрестоматія по ранній римській літературі. — М., 1984.
- Тексти в кн.: Авсонія. Вірші / Пер. з лат. — М.: Наука, 1993. (Серія «Літературні пам'ятники»).
- Тексти в кн.: Поети «Латинської Антології» / Пер. з лат. Упоряд. М. Л. Гаспаров, Ю. Ф. Шульц. — М., Изд-во МГУ, 2003.

### Середньовічна література та література Нового часу
- Історія всесвітньої літератури. Т. 2. М.: Наука. 1984. Автор розділів: Розд. 9. Гл. 1. Пар. 2-3. Латинська література V—VIII ст. (С. 446—453) розд. 10. Гл. 1. Латинська література зрілого середньовіччя. (С. 499—516)
- Аверинцев С. С., Гаспаров М. Л. Проблеми літературної теорії в Візантії і латинською середньовіччя. М.: Наука, 1986. 255 с.

#### Переклади
- Багато текстів // Поезія вагантів. — М.: Наука. 1975. (Серія «Літературні пам'ятники»).
- Тексти в кн.: Еразм Роттердамський. Вірші. Іоанн Секунд. Поцілунки. — М.: Наука, 1983. (Серія «Літературні пам'ятники»).
- Ариосто Л. Шалений Роланд. У 2 т. / Пер. з італ. — М.: Наука, 1993. (Серія «Літературні пам'ятники»).
- «Ецерініда» Альбертіна Муссат // Інші середні століття. До 75-річчя А. Я. Гуревича. / Упоряд. І. В. Дубровський, С. В. Оболенська, М. Ю. Парамонова. — М.-СПб.: Університетська книга, 1999. — С. 79-98.
- Гейм Г. Вірші. / Пер. з нім. — М.: Наука, 2002. (Серія «Літературні пам'ятники»).
- Експериментальні переклади. — СПб.: Гіперіон, 2003 (ISBN 5-89332-076-X).

### Дослідження по російській літературі
- Композиція пейзажу у Тютчева.
- Нариси історії мови російської поезії XX в. — М., 1993.
- О. Мандельштам: громадянська лірика 1937 року. — М., РДГУ. Тисячу дев'ятсот дев'яносто шість.
- Про російської поезії: Аналізи. Інтерпретації. Характеристики. СПб, Азбука. 2001.

### Дослідження по віршотворенню
- Сучасний російський вірш. Метрика і ритміка. — М.: Наука, 1974. — 487 с. — 10 000 прим.
- Нарис історії російського вірша. Метрика, ритміка, рима, строфіка. — М.: Наука, 1984. — 319 с.- 6300 прим.
  - 2-е изд. (Доповнене) — М., 2000.
- Нарис історії європейського вірша. — М.: Наука, 1989. — 302 с. — 5250 екз.
  - 2-е изд. (Доповнене) — М., 2003.
- Російські вірші 1890-х — 1925-го років в коментарях. — М.: Вища школа, 1993.
  - 2-е изд.: Русский вірш початку XX століття в коментарях: Уч. посібник. — М.: Фортуна Лімітед, 2001..
  - 3-е изд. М., 2004;
- Метр і сенс. Про один з механізмів культурної пам'яті. — М.: РДГУ, 1999. — 289 с. — 1000 екз.
- Гаспаров М. Л., Скулачева Т. В. Статті про лінгвістиці вірша. — М., 2004.
- Ясні вірші і «темні» вірші: аналіз і інтерпретація. — М.: Фортуна ЕЛ, 2015. — 416 с. 2500 прим. ISBN 978-5-9582-0047-4

### Зібрання творів
- Вибрані праці. В 4 т.
  - Т.1. Про поетів. М.: Мови російської культури, 1997. 662 с. ISBN 5-7859-0009-2
  - Т.2. Про вірші. М.: Мови російської культури, 1997. 504 c. ISBN 5-7859-0010-6
  - Т.3. Про вірші. М.: Мови російської культури, 1997. 608 с. ISBN 5-7859-0011-4
  - Т.4. Лінгвістика вірша; Аналізи і інтерпретації. М.: Мови російської культури, 2012. 720 с. ISBN 978-5-9551-0618-2
- Вибрані статті. М.: НЛО. 1995. 480 с. 5 Т. Е.
- Записи та виписки. М.: НЛО. 2000. 416 с.
- Зібрання творів у шести томах. Т. 1: Греція. М.: НЛО. 2021. 848с. ISBN 978-5-4448-1283-9

### Літературні твори
Свої нечисленні літературні твори М. Л. Гаспаров імовірно підписував псевдонімами Ящук, Т. А. і Клара Лемминг. Під власним ім'ям Гаспаров опублікував вірш «Калігула».